# Mega Man Legends (videojuego)
Mega Man Legends, también conocido como Rockman DASH en Japón, es un videojuego de rol de acción puesto a la venta en 1997 por Capcom. Es el primer título de la exitosa franquicia de videojuegos Mega Man (en japonés: Rockman) en tener gráficos completamente en 3D (anteriormente eran 2D con algunos fondos 3D). Además la historia y el modo de juego cambian mucho con respecto a las demás sagas, ya que aquí Mega Man es un excavador (o Digger) que busca un tesoro de proporciones gigantescas conocido como la Mother Load.
El juego fue desarrollado para la plataforma PlayStation y posteriormente llevado a la plataforma
Nintendo 64 con el nombre de "Mega Man 64" con ligeros cambios que serán explicados posteriormente en este artículo.

## Historia
La historia nos sitúa en un planeta Tierra cubierta casi en su totalidad por agua, donde la humanidad sobrevive en las pocas islas que quedaron. Su supervivencia depende de unos cristales llamados Refractores (Refractors) que, al ser rotados a gran velocidad, generan una enorme cantidad de energía que provee a la gente de la Tierra de una vida, más o menos, confortable. Sin embargo, encontrar estos misteriosos cristales no es nada fácil, ya que solo se encuentran en unas peligrosas ruinas ubicadas en lo profundo de la tierra, y que se extienden kilómetros y kilómetros por debajo de la superficie, y que además están infestados por unos misteriosos robots llamados Reaverbots, que son activados por fuerzas desconocidas. Nuestros héroes Rock Volnutt (nombre de robot: Mega Man Trigger), Roll Caskett, una experta en electrónica y mecánica y el sabio abuelo de ésta, Barrell, (curiosamente, amigo de la alcaldesa de la Isla Kattelox) son un grupo de excavadores que se dedican a explorar las profundidades de esas ruinas para poder hacerse de los refractores y después venderlos o usarlos como energía. Durante una exploración, y después de haber logrado conseguir, difícilmente, un valioso Refractor en una ruina sobre el mar, su nave llamada "Flutter" tiene serios inconvenientes en su motor y deben hacer un difícil aterrizaje en una isla llamada "Kattelox Island" (Isla Kattelox) y es allí en donde las aventuras de Mega Man y compañía comienzan. Además de buscar un refractor para reparar el Flutter, debes de cuidarte de los Bonnes, una banda de piratas, y descubrir el misterio de la isla. La leyenda cuenta que el Mother Lode está en Kattelox, pero otra leyenda, que está basada en los diversos restos arqueológicos(la variedad de civilizaciones es enorme, y que cada una fue víctima de una catástrofe), cuenta que la isla está maldita y su población será destruida otra vez, por lo que Rock debe evitar eso.

## Personajes

### Protagonistas
- Mega Man Volnutt/Trigger (Rock Volnutt en Japón):

Abandonado cuando era bebe, Mega Man fue encontrado en unas ruinas por Barrell, quien lo crio como parte de la familia con su nieta Roll. Mega Man es ahora de 14 años y actúa como buscador de la familia. Con Roll como su ayudante, que explora profundamente en ruinas en todo el mundo para traer de vuelta refractores y otros valiosos tesoros.
Después de que la nave de la familia se estrella en Isla Kattelox, se convierte en trabajo de Mega Man para hacer lo que mejor sabe hacer, ser un buscador. Esta vez su foco no está en los objetos de valor, sino más bien a encontrar las piezas para su nave de aire dañado, el trémolo. Sin embargo, en la situación progreso Mega Man se encuentra cada vez más profundamente involucrado con los misterios de la isla, los misterios que eventualmente lo llevaría a su primera comprensión de quién es realmente...
Mega Man parece llevarse bien con la mayoría de gente que se encuentra, a excepción de sus enemigos que pronto descubrirán que no es alguien con quién deban meterse.
- Roll Caskett:

Roll ha sido criada por su abuelo Barrell desde que era una bebé. Sus padres desaparecieron hace mucho tiempo, durante la exploración de un sitio de excavación y no se han visto desde entonces. Roll es ahora de 14 años y ha desarrollado una increíble cantidad de conocimientos sobre la maquinaria. Ella asiste a Mega Man en las ruinas de exploración, actuando como su ayudante. Se espera obtener información que la llevará a sus padres, especialmente de su madre.
Desde el principio, es evidente que Mega Man y Roll tienen un vínculo como el de un hermano y una hermana. Después de que la nave de la familia se estrellara en la isla Kattelox, Roll debe reparar el Flutter. Para ello primero tiene que ayudar a Mega Man a recoger las piezas necesarias para el Flutter. Aunque no es tan fuerte, ella ayuda a la isla casi tanto como Mega Man hace.
Roll es una socia de gran valor con una actitud alegre. Su constante hablar y dirigir en las ruinas puede ser molesto a veces, pero sus gadgets y actualizaciones de las armas de Mega Man ayudan a compensarlo.
- Barrell Caskett:

Barrell es un buscador bastante famoso, aunque ahora está jubilado. Su amplio conocimiento del negocio de la excavación ahora va a ayudar a Mega Man y Roll durante sus aventuras. Después de los choques del Flutter en Kattelox, Barrell va con la policía para llenar algunos formularios de ciudadanía en el Ayuntamiento. Resulta que la alcaldesa, Amelia, fue una vez alumna suya y se conocen bien. Durante su estancia en la isla, Barrell aprende sobre los misterios locales mientras se repara la nave para poder volar sobre ella.
Barrell no tiene mucha presencia en la historia, pero es definitivamente uno de los personajes principales del juego.
- Data:

Cuando Barrell se encuentra con Mega Man, Data estaba allí con él, y ha estado al lado de Mega Man desde entonces. Mega Man es el único capaz de entender algo de lo que el pequeño mono dice.
Como varios eventos tienen lugar durante todo Kattelox, Data siempre aparece en algún lugar. Data no actúa mucho, pero él siempre está ahí cuando lo necesitas, ayuda, direcciones, y opiniones hasta el final...
Es difícil imaginar el juego sin Data haciendo su danza registrada, y un savepoint viviente sin duda viene muy bien.

### Antagonistas

#### Los Bonnes
Los enemigos recurrentes en el juego son la familia Bonne, los cuales son piratas espaciales que también buscan Refractores, son 3:
- Tron Bonne: Tiene 14 años y es la única hija de la familia, su coeficiente intelectual es de 180 y está enamorada de Mega Man, al que ha tratado de convencer para unirse a ella.

Al igual que Roll es experta en mecánica y con su carácter temperamental muestra rivalidad contra ella.
Pilota un robot llamado Gustaff que ella misma creó, otra de sus invenciones son unos pequeños robots mayordomos, los Servbots.
Este personaje obtuvo una gran popularidad llegando a protagonizar su propio juego, una precuela de Mega Man Legends llamada "The Misadventures of Tron Bonne", apareciendo también en otros juegos como Marvel vs. Capcom 2: New Age of Heroes, en el crossover Namco X Capcom y Marvel vs. Capcom 3: Fate of Two Worlds.
- Teisel Bonne: Teisel es el líder de la familia Bonne de los piratas del aire. Extremadamente inteligente, utiliza su gran mente para llegar a formas brillantes y emocionantes Naves y Máquinas de guerra para robar el tesoro de todo tipo. También tiene un lado suave, que incluye un amor por los animales y juguetes.

Teisel se ha centrado en Kattelox Island donde un legendario tesoro se dice que está enterrado profundamente dentro de las ruinas. Él envía su hermana Tron y su hermano Bon para manejar el trabajo, pero se entera por medio del canal de noticias Kattelox que los dos de ellos fueron derrotados por Mega Man. Mal momento por parte de la Bonnes. La rivalidad entre Teisel y el "Chico Azul", continúa a través del juego y más allá...
Una de las cosas que hace que el Bonne tan adorable es que son chicos malos que son los buenos de corazón. Teisel no es una excepción. Bajo su aspecto rugoso que es reflexivo y cuidadoso, en especial hacia su familia.
- Bon Bonne: El más joven de la familia Bonne, por lo que se puede determinar, Bon Bonne parece ser un robot con mentalidad de bebé. Su edad exacta es imposible de determinar, en algún lugar entre "demasiado joven para decir nada, únicamente un babu" y "la edad suficiente para pelear como un robot complejo."

Una parte de Bon en el ataque del Bonnes 'en Kattelox está causando estragos en la sección de la clase alta de la ciudad, incluyendo el Ayuntamiento, hasta que Mega Man le destruye y la alcaldesa le entrega las llaves de la isla de sub-puertas. Bon tiene poco que añadir el resto de la historia.

#### Otros antagonistas
- Mega Man Juno:

Mega Man Juno es un modelo burocrático, 3 ª clase y maestro de las ruinas de Kattelox isla.
En lo profundo de la puerta principal, Mega Man (Volnutt / Trigger) se encuentra con Mega Man Juno. Las respuestas a muchos misterios se juntan, y surgen muchos nuevos, sin embargo, hay poco tiempo para reflexionar sobre ellas para Juno tiene la intención de "reiniciar" los sistemas de la isla. En pocas palabras, Mega Man debe detenerlo para salvar a cada persona en la isla.
Como el jefe final del juego es necesario que Juno a desempeñar el papel del villano final, pero lo que es un enemigo poco probable! Sonríe constantemente, y habla con calma, como es lógico y amablemente con una voz suave.

### Personajes Secundarios
Alcaldesa Amelia:
Amelia es la alcaldesa de la isla Kattelox. Ella se preocupa mucho por su comunidad y mantiene las cosas en la isla sin problemas.
Una vez que la nave de los Caskett hace un aterrizaje forzoso en la isla, Amelia les da permiso para excavar en partes de la isla. A medida que avanzan las cosas, que va de interesados preocupados por una leyenda que dice que la isla sufrirá una terrible catástrofe que su legendario tesoro será descubierto y ocurrirá un desastre. Se debe poner todas sus esperanzas en Mega Man para detener a los piratas y evitar el desastre.
La alcaldesa de la isla tiene un papel muy importante seguro, pero sobre todo Amelia realmente a todo lo largo del juego da mucho de hablar.
El jefe de policía de Kattelox:.
El Inspector que llega a conocer a la familia Caskett tan pronto como estas se accidenta en la isla. Este es el primero de muchos encuentros - la mayoría de los cuales terminan con Mega Man luchando contra los piratas, porque la policía es totalmente inútil contra ellos.
El Inspector es un personaje secundario y no ofrece mucho como personaje, pero él juega bien su papel suficiente.
Willy:
Propietario de la casa del barco en Uptown de la isla Kattelox.
Mega Man necesidades de un barco cuando quiere salir al Lago Jyun Sub-portal. Lamentablemente, el único barco disponible de Wily es un barco House que está arruinado ya que los otros barcos habían sido robados. Roll, con su amor de la maquinaria, instintivamente comienza a arreglar el barco. Sólo cuando se hace no se encuentra Wily ha estado de pie sobre ella todo el tiempo. Afortunadamente no le importa (que lo haría?) Y como agradecimiento, le permite a Roll y Mega Man utilizar el barco en cualquier momento que desee.
Los fanes de la serie original de Mega Man, sin duda, apreciaran el nombre prestado para este personaje.
Curadora del Museo:
Es una pintora y curiosa que trabaja (y tal vez es propietaria) en el museo en el Uptown de la isla Kattelox.
Mientras que la pintura de una escena del Hospital Uptown, conoce a Mega Man. Una vez que le ayuda a completar la pintura, que vuelve al museo. Con el conservador de museo volvió a su posición, Mega Man es finalmente capaz de mostrar los tesoros que ha puesto al descubierto para que todos puedan ver. Ella está muy agradecida de todas las donaciones que da, y ella está totalmente emocionada con el aumento de visitantes del museo se.
La curadora puede ser muy molesta, ya que sólo piensa en sí misma y en el museo, no dar nada Mega Man a cambio de sus esfuerzos y llamándolo egoísta cuando se niega a dejar su lugar un artefacto en la pantalla.
Ira:
Ira es una joven atrapada en el Hospital de Uptown, hasta que se pone mejor.
Ella no tiene relación directa con la historia del juego en absoluto, sólo hasta que Mega Man la visita en el hospital. Al donar este Zennys para mejorar los equipos del hospital, Ira se recuperará mucho más rápido.
Ira se puede resumir como una niña que espera que el héroe de la isla para venir a visitarla.
Pandilla de Jim:
Este grupo de tres jóvenes siempre andan juntos, principalmente en el mercado de Apple.
El trío huye de Mega Man al principio, pero a medida que se hace más famoso que "le permitió unirse al grupo". Mientras tanto, se sospecha correctamente Tron Bonne ser un pirata, y por lo tanto enviar un perro a perseguir después de ella.
Un poco molesto al principio, los puntos obtenidos, ayudándoles a construir su base secreta más de impresiones compensaciones en primer lugar.
Reportera del KTOX:
Ella es la reportera de noticias para KTOX, una estación de televisión Kattelox localizado en la sección de Uptown.
Nada parece hacer a esta reportero más feliz que una gran historia, y la historia más grande que ha reportado es sin duada la de los piratas del aire atacando Kattelox y la del misterioso joven azul, que por sí solo los derrota a todos. La reportera de la KTOX siempre está lista para entregar la última cucharada con una gran sonrisa.
Esposa del vendedor de frutas:
Esta señora es la esposa del tendero que vende verduras en el Mercado Bronte tienda de Apple vegetales. A pesar de que no se le da un nombre, lo que hace conseguir un modelo de carácter totalmente único, que es más que la mayoría de los residentes Kattelox puede decir.
Embarazada y espera pronto, ella hace que la desafortunada decisión de dar un paseo por el bosque. Es posible que Mega Man para encontrarla y llevarla de forma segura en el Hospital Kattelox justo a tiempo.
Esposa del vendedor de chatarra:
No es sorprendente que ella es la esposa del vendedor de chatrra, a pesar de que en realidad es el que ejecuta la tienda.
Cuando Mega Man entra en la tienda de chatarra en busca de piezas con las que reparar el Flutter, se encuentra la basura de la tienda El hombre está fuera. La basura de la tienda la esposa del hombre le pregunta a buscar a su marido de las ruinas.
Resulta que la esposa del hombre que una vez fue un buscador y su marido actuó como observador por ella. El viejo camión que se encuentra fuera de la entrada al mercado de manzanas para ser su ayudante de coches.
El vendedor de chatarra:
La basura de la tienda El hombre es dueño de la tienda de chatarra Rayo Centro de piezas en el mercado de Apple, aunque su esposa es en realidad la que dirige la tienda.
Cuando Mega Man encuentra la basura de la tienda El hombre que está a poca distancia en las ruinas, rodeado por una media docena de Mirumijee tan feroz. Mega Man consigue salvarlo y posteriormente recompensados por sus esfuerzos.
Resulta que el hombre no deseado de la tienda una vez actuó como ayudante de su esposa, que se adapta mucho mejor a la excavación de lo que es.
Paprika:
Es un perro pequeño que pertenece a una chica joven que vive en Kattelox.
Paprika juega un papel muy importante en la historia. Él es el perro enviado después hacia Tron Bonne cuando Jim, Osh, Bensley sospechan de que es una pirata. Es Mega Man que viene en su ayuda, y por lo tanto Tron empieza a tener sentimientos por Mega Man.
Como la mayoría de los aficionados ya saben, el lanzamiento japonés del juego permite a Mega Man patear Paprika lejos de Tron en lugar de limitarse a hablar con el perro.

## Modo de juego
Como se mencionó con anterioridad el Gameplay (Modo de juego) cambió mucho con respecto a los demás títulos, ya que aquí no se trata de enfrentarse a un grupo de reploides rebeldes ni de pelear contra ocho subjefes de nivel como juegos anteriores. Mega Man Legends se desarrolla en un ambiente 100% RPG, ya que aquí tendrás que hablar con las personas para informarte de lo que acontece, explorar la ciudad de Kattelox de principio a fin y sobre todo recorrer las intrincadas ruinas buscando piezas para tu Mega Buster (Arma por defecto de Mega Man) y artefactos que podrían ser útiles para ti (Roll tiene la capacidad de unir ciertos artefactos para hacer partes de armaduras, armas secundarias y partes del Mega Buster) o los que te rodean. La incorporación del Zenny (pequeños refractores usados como dinero que, como en cualquier RPG, consiges al derrotar enemigos) permite comprar partes del Mega Buster, armadura, reservas de energías y sus repuestos o aumentar el poder de las armas secundarias.

## Gráficos
Gráficamente, Mega Man Legends, fue la revolución en la saga de Mega Man, ya que por primera vez
se presentó un juego en el cual la aventura se desarrolla en un plano totalmente en 3-D y solo con
algunos elementos en 2-D. Gracias a esto, logró convertirse en un reconocido juego ya que llevó a la saga Mega Man al siguiente nivel respecto de la evolución de los videojuegos.
Si bien está producido para que los personajes estén modelados totalmente en 3-D, los rostros de todos los personajes están dibujados en un estilo totalmente Anime, lo cual lo hace un juego más atractivo y además, entretenido por las muchas expresiones que pueden realizar.

## Diferencias en versiones de PlayStation y Nintendo 64
Las principales diferencias entre la versión de PlayStation y Nintendo 64 son las siguientes:

### Audio
- CAPCOM uso una tecnología de compresión de voz. Esto reduce la calidad de las voces, por lo que
ocupan menos espacio. Aun así las voces se entienden a la perfección.
- Después del primer cortometraje con Tron y después de conseguir el Refractor Rojo, la música no
comienza de inmediato en la versión de N64 si no hasta que cambies de área.
- Las muestras de CD (CD Samples) en la tienda de CD en Apple Market fueron removidos en
la versión de N64.
- La música en los créditos finales fueron removidos en la versión de N64, fueron reemplazados
por la música de KTOX TV Station.

### Gráficos
- La muestra de gráficos a distancia es un poco más débil en la versión de N64, resultando en
una visión menos extensa y más nublada. Aunque no en todo los lugares del juego. Pequeños lugares (como la City Hall, KTOX TV Station, Apple Market, etc) se ven igual que la versión de PS1.
- Capcom utilizó ciertas ventajas extras en la tecnología de la N64 adhiriendo Anti-Aliasing a sus gráficos. Con esto se logró gráficos más lisos, no pixelados y mucho menos punteados, mejorando gráficamente respecto a la versión de PS1.

### Controles
- Se puede usar el Control Pad tanto como el Stick en la versión de N64. En la versión de PS1 solo se limita al Control Pad.

### Misceláneos
- El FMV (Full Motion Video) de CAPCOM cuando inicias el juego fue removido de la versión de N64, siendo reemplazado por una imagen de Capcom.
- El nombre del juego en la consola de N64 se llama "Mega Man 64"
- La información de Copyright (Derechos de Copia) fue actualizado a: "© Capcom Co.,
Ltd. 1997, 2000 All Rights Reserved".
- En la N64 el juego dice "Press Start", mientras que en el original dice "Press Start Button"
- Luego de estrellarse en la Isla Kattelox, encuentran un viejo auto. En la versión de PS1 al apretar el botón SEARCH (Búsqueda) no pasa nada. Mientras que en la versión de N64 da información acerca del vehículo.
- En la versión de N64 pueden usar el Rumble Pack. En la versión de PS1 no.
- En la N64 se pueden usar 16 partidas para guardar. En la PS1 solo 5.
- Hay un glitch que sucede a veces en la versión de N64 básicamente en cualquier vehículo en movimiento (Autos, Tanques...) lo cual hace que Mega Man se mueva un poco más lento.
- Se actualizaron los créditos del juego con el equipo responsable de la conversión desde el PS1 a la N64.

## Recepcíon y Críticas
Desde su lanzamiento, Mega Man Legends ha recibido críticas muy positiva por parte de las publicaciones de videojuegos, aunque las versiones para Nintendo 64 y PC recibieron una de mezcla de comentarios mixtos y negativos. El salto de una serie de juegos de vídeo 2D Plataforma de acción en 3D a un juego de rol fue bien recibido, ya que los encuestados en comparación con otras franquicias de videojuegos cuyos cambios fueron en general negativos. A pesar del cambio, a los críticos le gustaba cómo se mezclaban los elementos y acciones de la serie original de Mega Man. Game Informer gustado las variaciones de las armas especiales de Mega Man como "Hay un montón de acción shoot-em-up para los fanáticos de los tradicionales títulos de Mega Man." La historia del juego se También elogió, ser etiquetado como "sólida" de Game Informer y "apasionante" por GamePro, este último alabando los personajes jefes como uno de los mejores de toda la serie. Por otro lado, la dificultad del juego recibió críticas mixtas con el foco en las batallas de jefe, pero la alabanza en la adición de un modo tutorial más adelante añade a la Nintendo 64.
La versión del N64, sin embargo, recibió críticas de Famitsu por ser demasiado similar al puerto original del juego. IGN comentó que la versión del N64 "fue una mala experiencia" por lo que "uno tiene que preguntarse por qué Capcom ha decidido hacer de Nintendo 64 propietarios de sufrir sin cambios? " GameSpot pensaba que los gráficos eran obsoletos y que, aparte de no tener ninguna actualización desde el juego original, algunos clips de la música y el sonido se pierden durante la conversión. La versión para PC recibió críticas aún más negativas; GameSpot le dio un "malo" 3.6 de cada 10 jugadores que indica que encontrar el puerto de PlayStation vale más la pena. Al igual que en Famitsu revisión de la Nintendo 64 puertos, los GameSpot se quejaron de la falta de adiciones al puerto PC. Las conversiones de PC de las escenas durante el juego se encontró que tenían un error que hace que un personaje de iniciar un diálogo, mientras otro sigue hablando.
Game Rankings tuvo un promedio de 73,73% para la versión de PS. El PC y la versión de Nintendo 64 tenían menores promedios de 33,67% y 63,94%, respectivamente. Metacritic había hecho 59 comentarios favorables de 100 para el Nintendo 64.
En una retrospectiva de 2007 de la serie Mega Man, Jeremy Parish de 1UP.com clasificado a Mega Man Legends como "Vale la pena!", Con elogios en la creación, la trama, las voces del doblaje al inglés, las actuaciones y las batallas de jefes. GamesRadar compartió opiniones similares, afirmando que "se trataba de una revisión completa en todos los sentidos" y señalando que su salto a los gráficos 3D "parecen totalmente perdidos en esta época..." Por otra parte, ScrewAttack ha colocado a Mega Man Legends en el puesto 3 de su artículo, "Los diez peores Juegos 2D a 3D", la crítica se centró en los controles del juego, la cámara, y la voz del personaje principal. Allgame menciona que si bien el juego "tuvo algunos problemas importantes, lo que impidió que fuera algo más que una diversión "con sus más notables controles que se han mejorado en la secuela". El diseño de Mega Man fue colocado en el puesto 3 de GamePro en su artículo "Las diez peores 8 evoluciones de personajes de videojuegos" en el que el autor Patrick Shaw comentó que tener a Mega Man sin casco "simplemente no funciona". GamesRadar ha colocado el juego en el puesto 3 de su artículo de "Los 10 Peores Juegos con personajes de extremidades de tamaño absurdas" aparece el juego como un ejemplo de los juegos con personajes con brazos de tamaño exagerado. En 2008, Wesley Joystiq de Fenlon lista de Mega Man Leyendas como un juego de gran potencial para ser transferido para la Wii con las observaciones se centraron en los juegos y controles de la consola. En diciembre de 1998, un representante de Capcom dijo que Mega Man Legends se convirtió en un juego muy popular, y debido a esto, el personal decidió lanzar el spin-off The Misadventure of Tron Bonne teniendo a la pirata Tron Bone como protagonista debido a su popularidad.